# Alexander von Stutterheim
Alexander von Stutterheim (* 21. Januar 1669; † 9. November 1738 in Essek) war königlich-polnischer und kurfürstlich-sächsischer Generalleutnant und Besitzer von Pitschen (1702), Markendorf (1694–1747) und Golssen.

## Leben
Alexander von Stutterheim war ein Sohn von Wolf Heinrich von Stutterheim († 1686), Herr auf Golssen und Bärenklau. Der Oberjägermeister Heinrich Siegmund und der Landesdelegierte Friedrich Wilhelm waren seine Brüder.
Von Stutterheim trat bereits in jungen Jahren als Infanterist in sächsische Dienste ein und kämpfte in Ungarn, Livland, Polen und im Reich. Am 3. März 1711 zum Oberst ernannt, wurde er Vize-Kommandeur des Infanterie-Regiments Kurprinz. Dessen Kommandeur war zunächst der General Kanitz, ab 1717 wurde von Stutterheim alleiniger Kommandeur. 1721 gab er das Regiment an den Grafen Flemmig ab und zog sich mit Pension auf seine Güter zurück. Dort wurde er 1729 zum Generalmajor ernannt.
1733 nach Ausbruch des Polnischen Erbfolgekriegs kam er wieder zur Armee nach Polen unter dem Kommando des Herzogs Johann Adolf von Sachsen-Weißenfels. Bei der Belagerung von Danzig eroberte er Weichselmünde, wo er dann eine Zeitlang das Kommando führte. Am 19. September 1735 wurde er zum Generalleutnant befördert und 1736 mit dem St.-Heinrichs-Orden ausgezeichnet. Nach dem Tod des Generalleutnants Friesen 1737 erhielt er das Kommando über die sächsischen Hilfstruppen. Auf seiner Rückreise nach Sachsen erkrankte er an Doppel-Tertian-Fieber und starb am 9. November 1738.
Er hatte Maria Dorothea von Kötschau auf Schafstädt geheiratet. Das Paar hatte einen Sohn namens Ernst Gottlob von Stutterheim (* 1. September 1703), verheiratet mit Dorothea Charlotte von Oppen († 6. April 1742).